# Tom Myers
Tom Myers é um engenheiro de som norte-americano. Como reconhecimento, foi nomeado ao Oscar 2011 na categoria de Melhor Edição de Som por Toy Story 3.